# Kiril Simonovski
Kiril Simonovski - Džina, nato Kiril Simeonov (in macedone Кирил Симоновски - Џина?; Skopje, 19 ottobre 1915 – Belgrado, 12 giugno 1984), è stato un allenatore di calcio e calciatore jugoslavo, durante la seconda guerra mondiale bulgaro, di ruolo difensore.

## Biografia
Nasce a Skopje nel 1915, quando la città fa parte del Regno di Serbia. Dopo la prima guerra mondiale la città rimane sotto l'egida del Regno dei Serbi, Croati e Sloveni, poi diviene cittadino jugoslavo, e durante la seconda guerra mondiale Skopje è annessa alla Bulgaria. Alla fine del conflitto è annessa alla Jugoslavia.

## Carriera

### Nazionale
L'11 aprile del 1942 esordisce contro la Croazia (6-0). Il 9 maggio 1946 debutta con la Nazionale jugoslava giocando da capitano contro la Jugoslavia (0-2). Indossa la fascia di capitano in una seconda ed ultima occasione nel 1947.

## Palmarès

### Giocatore

#### Competizioni nazionali
- Campionato jugoslavo: 2

Partizan: 1946-1947, 1948-1949
- Kup Maršala Tita: 1

Partizan: 1946-1947

### Allenatore

#### Competizioni nazionali
- Kup Maršala Tita: 1

Partizan: 1956-1957
- Kypello Ellados: 1

Olympiakos: 1960-1961